# Sonatine pour quatuor à cordes
Pour les articles homonymes, voir Sonatine (homonymie).
La Sonatine pour quatuor à cordes est une œuvre de musique de chambre de Pierre Menu composée en 1916.

## Présentation
La Sonatine pour quatuor à cordes de Pierre Menu est un quatuor à cordes (pour deux violons, alto et violoncelle) en forme de sonatine composé en 1936,.
L'œuvre, composition d'un jeune homme de vingt ans, est dédiée à son maître Jean Roger-Ducasse, « en affection profonde »,.
La partition, publiée par Durand, témoigne pour le musicologue Bernard Fournier « d'une indéniable fraîcheur d'inspiration et d'une volonté de rompre avec la grande forme grâce à trois brefs mouvements ».

## Structure
La Sonatine pour quatuor à cordes, d'une durée moyenne d'exécution de quatorze minutes environ, comprend trois mouvements, :
1. Modéré, mouvement à la « vitalité heureuse[2] », de forme sonate concentrée[2] ;
2. Très calme, « page de poésie pure[2] », de forme ternaire[2] ;
3. Très vif, finale « sautillant avec ses rythmes de danse[2] ».

## Analyse
Dans la partition, Walter Labhart relève « les deux mouvements extérieurs, en ré mineur, [qui] encadrent un mouvement lent tripartite en sol majeur, dont le thème principal, d'écriture modale, présente des liens de parenté avec le thème du premier mouvement. Ce motif domine également dans le troisième mouvement ».
Pour le musicologue Bernard Fournier, « l'œuvre est entièrement construite sur un matériau simple mais extrêmement efficace : les thèmes principaux de chacun des mouvements s'articulent autour du même intervalle de quarte descendante (la-mi), renversé en quinte ascendante dans le finale, et qui donne au discours une remarquable transparence, d'autant que les instruments sont souvent employés dans l'aigu où ils sont même parfois doublés ».
Pour Labhart, « cette sonate originale de Menu partage avec le quatuor de Debussy son monothématisme caractéristique et avec le quatuor de Ravel sa transparence admirable ».
Dans l'ensemble, Fournier juge que le quatuor « sait aussi bien charmer en distillant sa poésie subtile qu'entraîner avec ses rythmes alertes ».
Pour Henri Collet, « cette Sonatine pour quatuor à cordes est un vrai bijou, que nous voudrions voir placé dans un écrin ad hoc par tous les vrais amateurs de la musique chez soi ».

## Discographie
- Ravel, Debussy, Menu : Quatuors à cordes, Quatuor Parisii, Auvidis Valois V 4730, 1995.
- Belle Époque: Music for string quartet by Debussy, Milhaud, Menu — Quatuor à cordes de Claude Debussy, Quatuor à cordes no 1 op. 5 de Darius Milhaud, Sonatine pour quatuor à cordes de Pierre Menu — Quatuor Galatea, Sony Classical, 2014[7].